# جام باشگاهی آفریقا–آسیا ۱۹۸۶
جام باشگاهی آفریقا–آسیا ۱۹۸۶ اولین دوره جام باشگاهی آفریقا–آسیا بود که توسط کنفدراسیون فوتبال آفریقا (کاف) و کنفدراسیون فوتبال آسیا (ای‌اف‌سی) تأیید شد و بین برندگان جام قهرمانان آفریقا و جام باشگاه‌های آسیا برگزار شد.
دوو رویالز اولین قهرمان مسابقات بود که باشگاه مراکشی ارتش سلطنتی را ۲–۰ شکست داد.

## تیم‌ها
| تیم         | نحوه صلاحیت                       |
| ----------- | --------------------------------- |
| ارتش سلطنتی | قهرمان جام قهرمانان آفریقا ۱۹۸۵   |
| دوو رویالز  | قهرمان جام باشگاه‌های آسیا ۸۶–۱۹۸۵ |

## جزئیات مسابقه
| دوو رویالز | ۲–۰ | ارتش سلطنتی |
| ---------- | --- | ----------- |
|            |     |             |

## قهرمان
| قهرمان جام باشگاهی آفریقا–آسیا ۱۹۸۶ |
| ----------------------------------- |
| دوو رویالز اولین قهرمانی            |